# Gamblestown

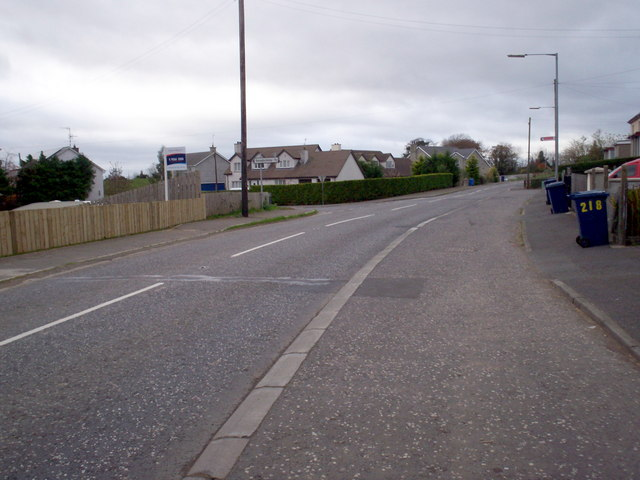
A estrada de Dromore, Gamblestown.

Gamblestown é uma vila no Condado de Down,  Irlanda do Norte. Está a 1,5 quilômetros (0,93 mi) de Donaghcloney, em Lurgan na estrada para Dromore. Também situa-se na paróquia de Magheralin e na townland de Clogher. No censo realizado em 2011 no  Reino Unido, a população da vila era de 159 pessoas, estando a sudeste da área do Craigavon Borough Council.
Gamblestown é composta em grande parte residencial, um salão da igreja e alguns armazenamentos de varejo, sem outras instalações.